# 인디언 디펜스
인디언 디펜스(Indian Defence)는 체스 오프닝 중 하나이다.
체스 오프닝 백과사전에 A45부터 A79, D70에서 D99 그리고 E00에서 E99까지 할당되어 있다. 1.d4를 상대로 가장 인기있는 답이다. 백이 2.e4을 하는 것을 막는다.